# Roller (Möbelhaus)
Roller (Eigenschreibung: ROLLER) ist ein deutscher Möbel-Discounter mit Sitz in Gelsenkirchen.

## Geschichte
Das Unternehmen wurde 1969 durch den gelernten Einzelhandelskaufmann Hans-Joachim Tessner aus Goslar gegründet. Dieser stieg durch seine Arbeit und Investitionen in den Möbelhändler Möbel Unger auf; diese Firma erlosch 1999.
Zunächst vertrieb man die Ware über eine Lagerhalle. In den Jahren 1986 und 1987 folgten schließlich die ersten Testmärkte. Der erste Roller-Markt war in Georgsmarienhütte. Im Jahr 1996 wurde die 50. Niederlassung eröffnet.
Seit 2004 hat Roller einen Online-Shop. 2007 trat das Unternehmen erstmals mit deutschlandweiter TV-Werbung in Erscheinung. Zum Stammsprecher entwickelte sich Bodo Venten. Darüber hinaus ist Roller Bandensponsor des FC Schalke 04. Als exklusiver Werbepartner im Möbel- und Einrichtungshandel gehören zum Leistungspaket für Roller unter anderem Präsenz auf der LED-Bande, Anzeigen- und Spot-Schaltung, Onlinewerbung sowie die Ausrichtung eines eigenen Fußballturniers. Seit September 2018 ist Dieter Bohlen das neue Werbegesicht des Möbelhauses.
Der Möbel-Discounter betreibt heute fast 150 Einrichtungsmärkte (Stand 30. Mai 2018) mit ca. 6000 Beschäftigten (Stand September 2014). Das Sortiment umfasst Möbel und artverwandte Fachsortimente wie Gardinen, Teppiche, Bodenbeläge, Farben und Tapeten. Tochtergesellschaften sind Roller Luxemburg S.A., Strassen (99,99 %), Roller Verwaltungs GmbH, Gelsenkirchen (100 %) und FSM-Importgesellschaft mbH, Gelsenkirchen (50 %).
Der Umsatz des Unternehmens Roller steigerte sich nach Angaben des Branchenmagazins Möbelkultur (Ausgabe 7/2011) von 760 Mio. Euro im Geschäftsjahr 2006/2007 auf 950 Mio. im Geschäftsjahr 2009/2010.
Bis zum Juli 2007 war die Teppich Domäne Harste (Tedox) mit 25,1 % beteiligt. Der Umsatz der Tessner-Gruppe betrug im Jahr 2011 1,2 Mrd. Euro.
Am 14. Oktober 2019 wurden vorbehaltlich der Genehmigung durch das Bundeskartellamt jeweils 50 % der ROLLER GmbH & Co. KG, Tejo Möbel Management Holding GmbH & Co. KG, TesCom GmbH & Co. KG und der Tessner Real-Estate Verwaltungs GmbH an die Unternehmensgruppe XXXLutz verkauft.

## Konzernstruktur
Auszug:
- Tessner Holding KG, Goslar, je 50 %
  - Tessner Beteiligungs GmbH
  - ROLLER GmbH & Co. KG, Gelsenkirchen
  - Tejo Möbel Management Holding GmbH & Co. KG, Goslar
  - TesCom GmbH & Co. KG, Goslar
  - Tessner Real-Estate Verwaltungs GmbH, Goslar

Zusätzlich hält die Tessner KG seit 2014 einen Kapitalanlage an der KWS SAAT SE & Co. KGaA, Einbeck. Die Beteiligungsquote beträgt 15,4 %.

## Bilder

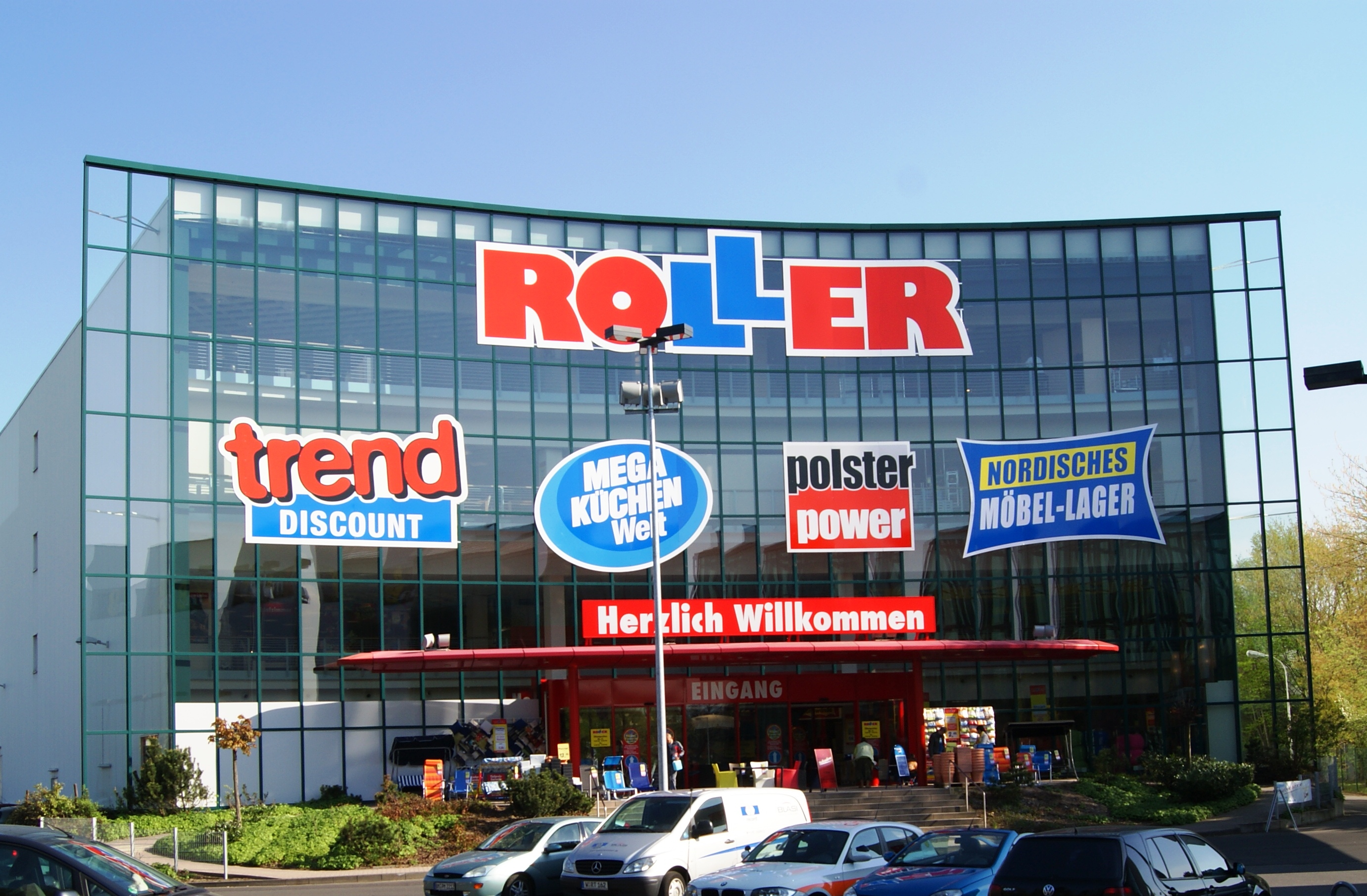
Roller-Möbelhaus in Köln
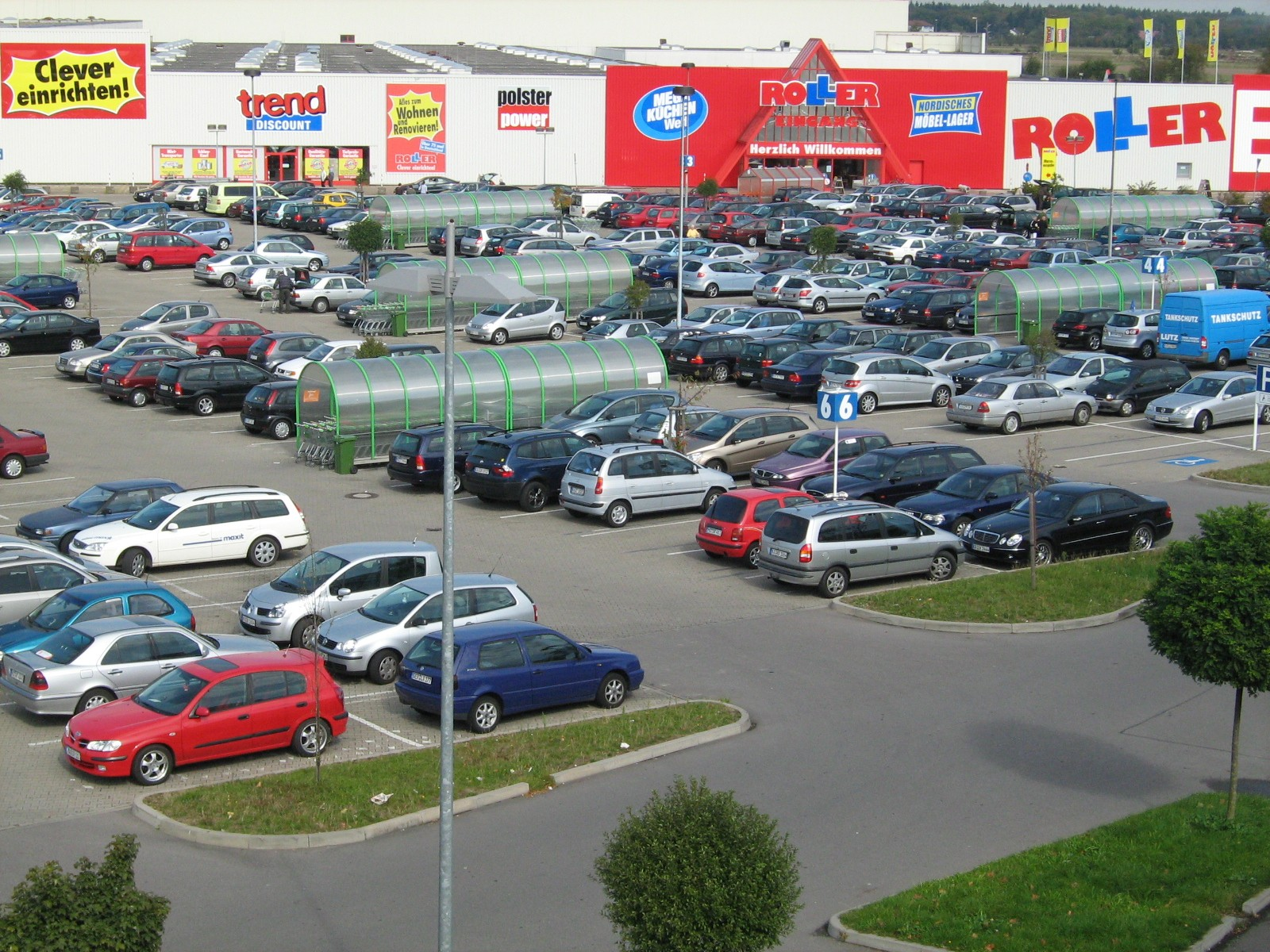
Roller-Markt in Waghäusel